# La Palma (Cagliari)
La Palma è un quartiere di Cagliari di 1 206 abitanti.

## Descrizione
È un quartiere di piccola estensione, delimitato dalle grandi via Tramontana e viale Poetto e dalle saline di Molentargius. La via interna principale, via Favonio, termina nel vicino Quartiere del Sole. Qui si trova la vecchia Chiesetta delle saline e la nuova chiesa del SS. Nome di Maria, sorta agli inizi degli anni ottanta. Nel quartiere si trova anche la sede della circoscrizione numero 5 che comprende altri sette quartieri della città. Sorgono inoltre una scuola elementare e una materna, delle società sportive di basket e calcio, e vengono proposte diverse opportunità di aggregazione giovanile grazie al gruppo scout che vi opera. Il quartiere è provvisto da un servizio di biblioteca garantito dal Bibliobus del Sistema Bibliotecario Comunale che vi sosta il venerdì mattina.
Confina con i quartieri Poetto, San Bartolomeo ed è sita accanto al Quartiere del Sole.
Il quartiere è predominato da quella che una volta era edilizia agevolata, ma a differenza di altri quartieri della città qui si sono costruiti palazzi di circa tre/quattro piani e non sono rare le abitazioni con giardino.
Negli anni settanta il quartiere ha conosciuto un periodo di difficoltà, diventando crocevia di spaccio di stupefacenti, periodo fortunatamente terminato negli anni 80 e oggi La Palma è uno dei quartieri residenziali più vivibili della città grazie alla presenza di spazi verdi e aree pubbliche. Si deve riconoscere, indipendentemente dalle idee religiose, l'importante funzione di aggregazione della locale parrocchia che in particolare negli anni 90 è stata molto attiva nel coinvolgere i ragazzi in numerose attività sociali. Sotto una nuova direzione, le attività sono riprese all'interno dell'oratorio del quartiere, coinvolgendo anche l'ampio gruppo scout della parrocchia.
Nella stagione calcistica 1989/1990 la squadra di calcio del quartiere, il La Palma Calcio, è stata la seconda squadra della città di Cagliari a disputare un campionato professionistico, partecipando al campionato di Serie C2.

## Evoluzione demografica
Abitanti censiti